# Struppearia
Struppĕārĭa, ōrum, n. : Fest. fête des couronnes chez les Falisques : à Tusculum où un temple leur était dédié, chaque année  il était offert un festin et un lectisterne aux Dioscures, Castor et Pollux, leur pulvinar était orné  de couronnes  de fleurs et de bandelettes (stroppus), de bouquets de  verveine (struppi). Équivalent de la fête  grecque des Théoxénies.